# Przejście graniczne Słubice-Frankfurt (rzeczne)
Przejście graniczne Słubice-Frankfurt – istniejące do 2007 polsko-niemieckie rzeczne przejście graniczne, położone w województwie lubuskim, w gminie Słubice, w miejscowości Słubice.

## Opis
Przejście graniczne Słubice-Frankfurt z miejscem odprawy granicznej po stronie niemieckiej w miejscowości Frankfurt czynne było w porze dziennej w okresie sezonu żeglugowego, ogłoszonego przez administrację wód granicznych, jeśli nie nastąpiło otwarcie drogi wodnej dla ruchu żeglugowego w porze nocnej. Dopuszczone było przekraczanie granicy dla ruchu osobowego i towarowego oraz dla pływań sportowych i turystycznych oraz mały ruch graniczny. Kontrolę graniczną, osób, towarów i środków transportu wykonywała kolejno: Graniczna Placówka Kontrolna Straży Granicznej w Świecku, Placówka Straży Granicznej w Świecku. Obie miejscowości łączyła rzeka Odra. 
21 grudnia 2007 na mocy układu z Schengen przejście graniczne zostało zlikwidowane.

### Przejście graniczne z NRD
W okresie istnienia Niemieckiej Republiki Demokratycznej funkcjonowało w tym miejscu polsko-niemieckie rzeczne przejście graniczne Słubice. Dopuszczone było przekraczanie granicy dla ruchu osobowego (tylko statkami pasażerskimi PRL i NRD) dla obywateli:
1. Ludowej Republiki Bułgarii
2. Czechosłowackiej Republiki Socjalistycznej
3. Niemieckiej Republiki Demokratycznej
4. Polskiej Rzeczypospolitej Ludowej
5. Socjalistycznej Republiki Rumunii
6. Węgierskiej Republiki Ludowej
7. Związku Socjalistycznych Republik Radzieckich
8. Mongolskiej Republiki Ludowej.

- 1972 – 25 kwietnia zarządzeniem dowódcy WOP opartym na ustaleniach polsko-enerdowskich dowódcy zachodnich brygad WOP otrzymali polecenie zorganizowania wspólnej z organami NRD kontroli granicznej ruchu rzecznego w miejscowościach Eisenhüttenstadt, Frankfurt nad Odrą, Hohensalten, Widuchowa, Gartz, Gryfino i Mescherin. Organy graniczne sprawowały tam kontrolę ruchu towarowego i pasażerskiego jaki odbywał się między Polską a Niemiecką Republiką Demokratyczną. Wspólną kontrolą objęty został także ruch turystyczny w miejscowościach: Miłów, Kostrzyn, Widuchowa i Gryfino. Poza wspólną kontrolą pozostały jedynie statki towarowe i pasażerskie płynące Odrą w ruchu wewnętrznym każdego państwa[8].

Kontrolę graniczną, osób, towarów i środków transportu wykonywała Graniczna Placówka Kontrolna Słubice.